# Структурна геологія
Структу́рна геоло́гія — розділ геотектоніки, що вивчає морфологію, форми залягання і тектонічні порушення гірських порід, а також закономірності розміщення і просторові співвідношення структурних форм у земній корі, а також деформаційні процеси, що привели до цих співвідношень. Предмет вивчення структурної геології — структурні форми: шари, складки, тріщини, розривні порушення (скиди, зсуви, насуви, покриви тектонічні), тіла магматичного походження, седиментаційні і гравітаційні структури тощо. Основну увагу структурна геологія приділяє встановленню закономірностей формування вторинних структурних форм під дією тектонічних деформацій. Розробляє класифікацію тектонічних структур.
Форми залягання гірських порід або структурні форми поділяються на:
- первинні, тобто ті, що виникли разом з формуванням самої породи;
- вторинні, що утворилися в результаті тектонічних деформацій первинних форм.

## Історія
Структурная геологія є найбільш раннім розділом геотектоніки. Вона зародилася в 1820-1830-ті роки з вивчення тектонічних дислокацій дрібного і середнього масштабу розміром до десятків — перших сотень кілометрів. Сформувавшись до 1880-1890-х років вона переходить до виділення тектонічних одиниць континентального і глобального масштабу і поступово переростає в геотектоніку.